# Procuradoria-Geral do Estado de Goiás
| Procuradoria-Geral do Estado de Goiás |                                  |
| Esquina c/ Rua 2, Avenida República do Líbano, qd. D-2, lotes 20/26/28 - Setor Oeste, Goiânia, Goiás · https://goias.gov.br/procuradoria |                                  |
| Criação | 11 de novembro de 1964 (60 anos) |
| |                                  |
| |                                  |
| Atual Procurador-Geral do Estado | Rafael Arruda Oliveira           |

A Procuradoria-Geral do Estado de Goiás (PGE-GO) é um órgão público do Governo do Estado de Goiás, responsável pela consultoria jurídica e representação judicial do Estado. Detém status de Secretaria Estadual, integrando ao secretariado do Governo.

## Histórico

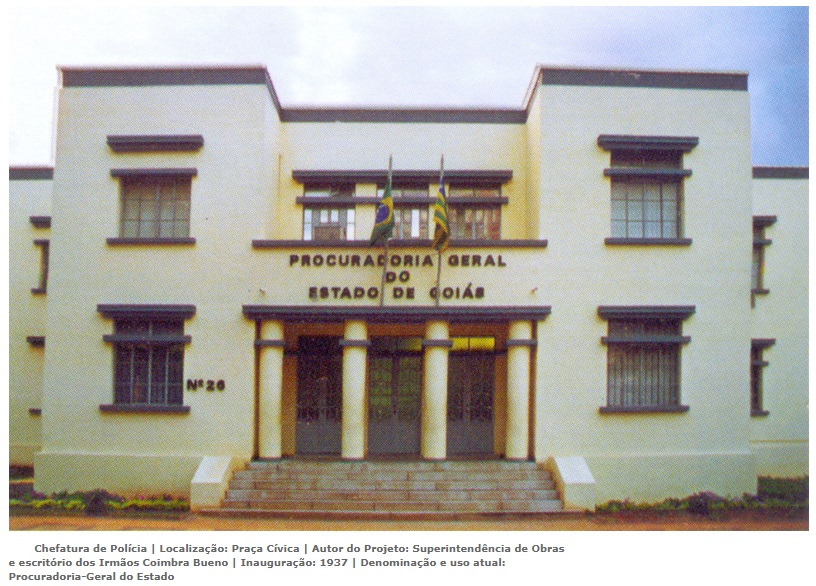
Antiga sede da Procuradoria-Geral do Estado.

Inicialmente com suas atribuições destinadas ao Ministério Público do Estado de Goiás, e à sua Procuradoria-Geral de Justiça, a PGE-GO tem sua história no fim da Gestão Mauro Borges Teixeira, no dia 11 de novembro de 1964.

## Lista de procuradores gerais
| N.º | Incumbente                              | Incumbente | Início do mandato       | Fim do mandato          | Governador de Goiás                                                                                              | Referências e notas         |
| --- | --------------------------------------- | ---------- | ----------------------- | ----------------------- | --- | --------------------------- |
| 1   | José Crispim                            |            | 11 de novembro de 1964  | 26 de novembro de 1964  | Mauro Borges Teixeira                                                                                            | [ 4 ]                       |
| 2   | Sebastião Emannuel Balduíno             |            | 26 de novembro de 1964  | 1967                    | Carlos de Meira Mattos (1964-1965) Emílio Rodrigues Ribas Júnior (1965-1966) Otávio Lage de Siqueira (1966-1971) | [ 4 ]                       |
| 3   | Jacy de Assis                           |            | 1967                    | 15 de março de 1971     | Otávio Lage de Siqueira                                                                                          | [ 4 ]                       |
| 4   | Arlindo Gaudie Fleury                   |            | 15 de março de 1971     | 1973                    | Leonino Caiado                                                                                                   | [ 4 ]                       |
| 5   | Antônio de Lisboa Machado               |            | 1973                    | 15 de março de 1975     | Leonino Caiado                                                                                                   | [ 4 ]                       |
| 6   | Osmar Xerxis Cabral                     |            | 15 de março de 1975     | 1978                    | Irapuan Costa Júnior                                                                                             | [ 4 ]                       |
| 7   | Wilder Tavares de Goés                  |            | 1978                    | 15 de março de 1979     | Irapuan Costa Júnior                                                                                             | [ 4 ]                       |
| 8   | Decil de Sá Abreu                       |            | 15 de março de 1979     | 15 de março de 1983     | Ary Ribeiro Valadão                                                                                              | [ 4 ]                       |
| 9   | Luís Alberto Soyer                      |            | 15 de março de 1983     | 1984                    | Iris Rezende | [ 4 ]                       |
| 10  | Everaldo Souza                          |            | 1984                    | 13 de fevereiro de 1986 | Iris Rezende | [ 4 ]                       |
| 11  | Rômulo Gonçalves                        |            | 13 de fevereiro de 1986 | 15 de março de 1987     | Onofre Quinan | [ 4 ]                       |
| 12  | Gerci Bezerra Lino Tocantins            |            | 15 de março de 1987     | 15 de março de 1991     | Henrique Santillo                                                                                                | [ 5 ]                       |
| 13  | Geraldo Gonçalves da Costa              |            | 15 de março de 1991     | 2 de abril de 1994      | Iris Rezende | [ 4 ]                       |
| 14  | Lígia Coelho Santiago Ferreira da Rocha |            | 2 de abril de 1994      | 1 de janeiro de 1995    | Agenor Rodrigues de Rezende                                                                                      | [ 4 ]                       |
| 15  | Gil Alberto Resende e Silva             |            | 1 de janeiro de 1995    | 1 de janeiro de 1999    | Maguito Vilela (1995-1998) Naphtali Alves de Souza (1998) Helenês Cândido (1998-1999)                            | [ 4 ]                       |
| 16  | Diogenes Mortoza da Cunha               |            | 1 de janeiro de 1999    | 2002                    | Marconi Perillo (1999-2006) Alcides Rodrigues (2006-2007)                                                        | [ 4 ]                       |
| 17  | João Furtado de Mendonça Neto           |            | 2002                    | 1 de janeiro de 2007    | Marconi Perillo (1999-2006) Alcides Rodrigues (2006-2007)                                                        | [ 6 ]                       |
| 18  | Norival de Castro Santomé               |            | 1 de janeiro de 2007    | 2009                    | Alcides Rodrigues                                                                                                | [ 7 ]                       |
| 19  | Anderson Máximo de Holanda              |            | 2009                    | 1 de janeiro de 2011    | Alcides Rodrigues                                                                                                | [ 4 ]                       |
| 20  | Ronald Christian Alves Bicca            |            | 1 de janeiro de 2011    | 11 de maio de 2012      | Marconi Perillo                                                                                                  | [ 8 ] [ 9 ]                 |
| 21  | Alexandre Eduardo Felipe Tocantins      |            | 11 de maio de 2012      | 23 de agosto de 2018    | Marconi Perillo                                                                                                  | [ 10 ] [ 11 ] [ 12 ] [ 13 ] |
| 22  | Walter Rodrigues da Costa               |            | 23 de agosto de 2018    | 9 de abril de 2018      | Marconi Perillo                                                                                                  | [ 10 ] [ 11 ] [ 12 ] [ 13 ] |
| 23  | Luiz César Kimura                       |            | 9 de abril de 2018      | 3 de outubro de 2018    | José Eliton | [ 14 ]                      |
| 24  | Murilo Nunes Magalhães                  |            | 3 de outubro de 2018    | 21 de novembro de 2018  | José Eliton | [ 15 ]                      |
| 25  | João Furtado de Mendonça Neto           |            | 21 de novembro de 2018  | 1 de janeiro de 2019    | José Eliton | [ 6 ]                       |
| 26  | Juliana Diniz Prudente                  |            | 1 de janeiro de 2019    | 20 de agosto de 2023    | Ronaldo Caiado                                                                                                   | [ 16 ]                      |
| 27  | Rafael Arruda                           |            | 20 de agosto de 2023    | presente                | Ronaldo Caiado                                                                                                   | [ 17 ]                      |